# Кабреро (Чилі)
Кабреро (ісп. Cabrero) — місто в Чилі. Адміністративний центр однойменної комуни. Населення — 11 947 осіб (2002). Місто і комуна входить до складу провінції Біобіо та регіону Біобіо.
Територія комуни — 639,8 км². Чисельність населення — 28 287 мешканців (2007). Щільність населення — 44,21 чол./км².

## Розташування
Місто розташоване за 62 км на південний схід від адміністративного центру області — міста Консепсьйон та за 48 км на північ від адміністративного центру провінції міста Лос-Анхелес.
Комуна межує:
- на півночі — з комуною Кільйон
- на північному сході — з комуною Пемуко
- на сході — з комуною Юнгай
- на півдні — з комуною Лос-Анхелес
- на заході — з комуною Юмбель

## Демографія
Згідно з даними, зібраними під час перепису Національним інститутом статистики, населення комуни становить 28 287 осіб, з яких 14 275 чоловіків та 14 012 жінок.
Населення комуни становить 1,43 % від загальної чисельності населення регіону Біобіо. 28,79 % належить до сільського населення та 71,21 % — міське населення.

### Найважливіші населені пункти комуни
- Кабреро (місто) — 11 947 осіб
- Монте-Агуїла (місто) — 6090 осіб